# Joanna Garcia
Joanna Garcia, també coneguda com a Joanna Garcia Swisher (Tampa, Florida, 10 d'agost del 1979) és una actriu estatunidenca.

## Biografia
Joanna és una actriu d'origen cubà per part paterna i espanyola per part materna. Començà a actuar als 10 anys, com protagonista d'una producció teatral local. Estava en la secundària quan la va descobrir un representant de Nickelodeon, cadena que la va traslladar a Mont-real, Canadà. on protagonitzà durant dos anys la sèrie Are You Afraid of the Dark?. Després d'estudiar un any en la Universitat de Florida es mudà a Hollywood i començà a actuar en la televisió i el cinema.
L'11 de desembre de 2010 es va casar amb el jugador de beisbol Nick Swisher, adquirint el seu cognom de casada des de llavors.

## Filmografia

### Cinema
- American Pie 2 (2001)
- No és una altra estúpida pel·lícula americana (Not Another Teen Movie) (2001)[6]
- A-List (2006)
- Extreme Movie (2008)
- Revenge of the Bridesmaids (2010)

- The Internship (2013)
- Fist Fight (2017)

### Televisió
- Clarissa Explains It All (1992)
- SeaQuest DSV (1994)
- Are You Afraid of the Dark? (1994-1996)
- Paso a paso (1996)
- Love's Deadly Triangle: The Texas Cadet Murder (1997)
- Second Noah (1996-1997)
- From the Earth to the Moon (1998)
- Any Day Now (1998)
- Party of Five (1998)
- Dawson's Creek (1999)
- Pacific Blue (1999)
- Providence (1999)
- Friends (1999)
- CI5: The New Professionals (1999)
- Freaks and Geeks (2000)
- Opposite Sex (2000)
- Freedom (2000)
- Boston Public (2000)
- Go Fish (2000)
- Going to California (2001)
- Off Centre (2001)
- What I Like About You (2001) com Fiona en Three little Words
- Family Guy (2001)
- The Initiation of Sarah (2006)
- Reba (2001-2007)
- Welcome to the Captain (2008)
- A Very Merry Daughter of the Bride (2008)
- Untitled Family Pilot (2009)
- Privileged (2008-2009)
- Gossip Girl (2009)
- How I Met Your Mother (2009)
- Revenge of the Bridesmaids (2010)
- Better with You (2010-2011)
- Els Pingüins de Madagascar - Shawna (veu) (2011)
- Once Upon a Time - com l'Ariel, la Sireneta (2013)-Present
- The Mindy Project (2014) 3 episodis
- The Astronaut Wives Club (2015) (10 episodis)
- Grandfathered (2015) Episodi: "Edie's Two Dads"
- Pitch (2016) 3 episodis
- Kevin (Probably) Saves the World (2017–2018)